# Dominik Holec
Dominik Holec (České Budějovice, 28 luglio 1994) è un calciatore slovacco, portiere del Baník Ostrava.

## Carriera

### Nazionale
Il 29 marzo 2022 esordisce in nazionale maggiore nel successo per 2-0 in amichevole contro la Finlandia.

## Palmarès

### Club

#### Competizioni nazionali
- Coppa di Polonia: 1

Raków Częstochowa: 2020-2021